# Комерио
Комерио (итал. Comerio) је насеље у Италији у округу Варезе, региону Ломбардија.
Према процени из 2011. у насељу је живело 2342 становника. Насеље се налази на надморској висини од 390 м.

## Становништво
| 1936. | 1951. | 1961. | 1971. | 1981. | 1991. | 2001. | 2011. |
| ----- | ----- | ----- | ----- | ----- | ----- | ----- | ----- |
| 1.230 | 1.491 | 1.710 | 2.026 | 2.017 | 2.353 | 2.352 | 2.616 |